# Peer Maas
Peer Maas (* 10. Januar 1951 in Wouw) ist ein ehemaliger niederländischer Radrennfahrer, der zwischen 1971 und 1981 aktiv war.
Maas gewann 1973 das Eintagesrennen Ronde van Midden-Zeeland und wurde 1975 Zweiter der Amateurausgabe des Omloop Het Volk. Bei der Olympia’s Tour 1975 gewann er die zweite und achte Etappe. 1981 wurde er Sieger der Ronde van Noord-Holland.
Auch sein Bruder Jos Maas war Radrennfahrer.